# Beilngries

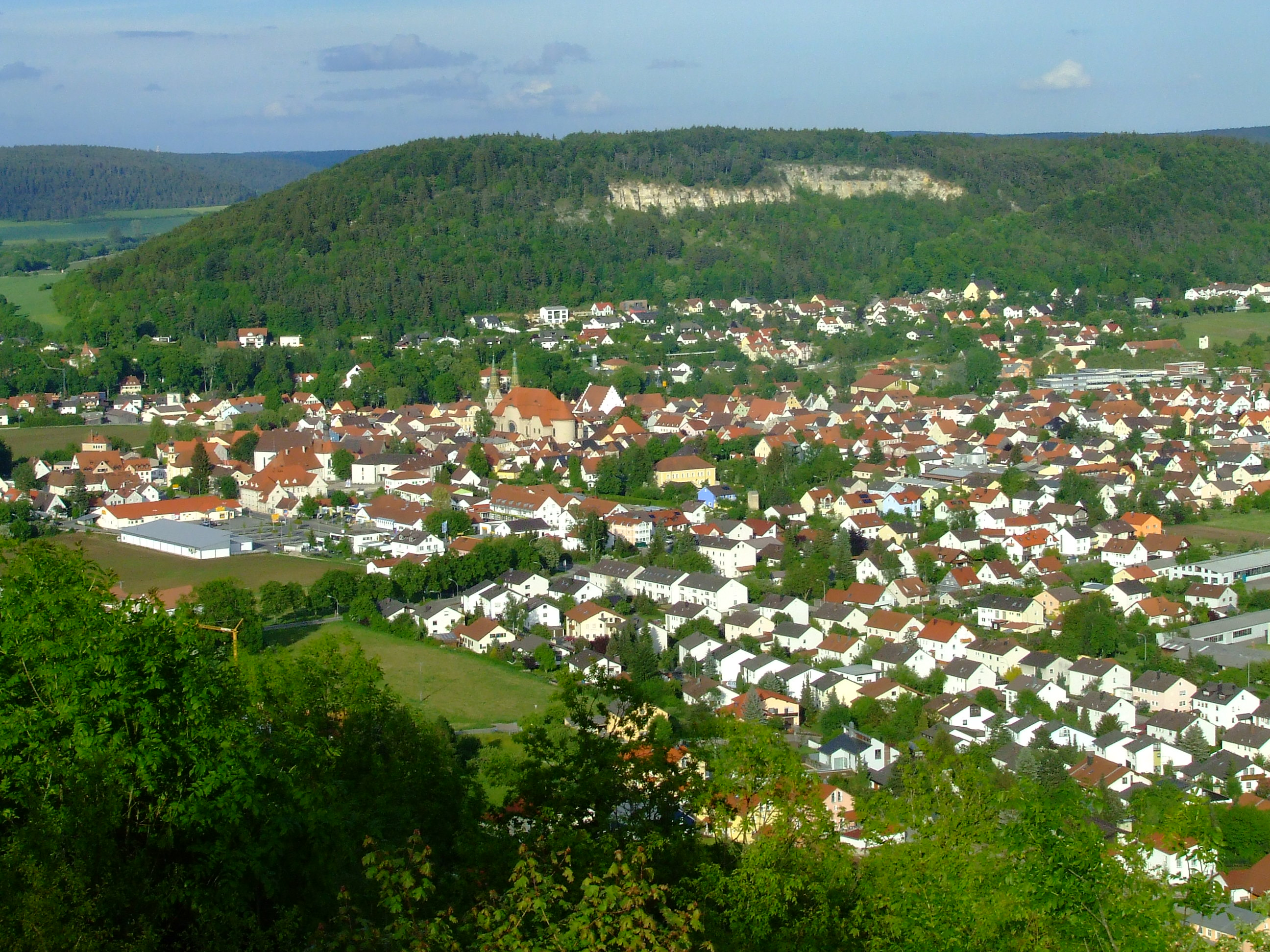
Beilngries vom Hirschberg aus

Beilngries [ba͜ilnˈgriːs] ist eine Stadt im oberbayerischen Landkreis Eichstätt und ein staatlich anerkannter Erholungsort. Es ist die flächenmäßig zweitgrößte Kommune im Landkreis und nach Einwohnern die drittgrößte.

## Geographie

### Lage
Die Stadt liegt in der Altmühl-Jura-Region. Die Altmühl fließt am Südrand der Stadt entlang, die Sulz fließt durch die Stadt und der Main-Donau-Kanal verläuft nördlich der Stadt.
Es ist die nördlichste Gemeinde des Regierungsbezirks Oberbayern. Ihre Gemarkung grenzt an die Landkreise Roth im Regierungsbezirk Mittelfranken und Neumarkt im Regierungsbezirk Oberpfalz.

### Gemeindegliederung
Es gibt 24 Gemeindeteile (in Klammern ist der Siedlungstyp angegeben):
- Amtmannsdorf (Kirchdorf)
- Arnbuch (Kirchdorf)
- Aschbuch (Kirchdorf)
- Beilngries (Hauptort)
- Biberbach (Kirchdorf)
- Eglofsdorf (Kirchdorf)
- Gösselthal (Weiler)
- Grampersdorf (Dorf)
- Hirschberg (Kirchdorf)
- Irfersdorf (Pfarrdorf)
- Kaldorf (Weiler)
- Kevenhüll (Kirchdorf)
- Kirchbuch (Kirchdorf)
- Kottingwörth (Kirchdorf)
- Kottingwörthermühle (Einöde)
- Leising (Kirchdorf)
- Litterzhofen (Kirchdorf)
- Neuzell (Dorf)
- Oberndorf (Kirchdorf)
- Paulushofen (Pfarrdorf)
- Pfenninghof (Einöde)
- Viehstall (Einöde)
- Wiesenhofen (Kirchdorf)
- Wolfsbuch (Kirchdorf)

Es gibt die Gemarkungen Amtmannsdorf, Arnbuch, Aschbuch, Beilngries, Biberbach, Eglofsdorf, Grampersdorf, Hirschberg, Irfersdorf, Kevenhüll, Köttingwörth, Litterzhofen, Neuzell, Paulushofen, Wiesenhofen und Wolfsbuch.

### Nachbargemeinden
| Greding                                   | Berching                                    |                         |
| Haunstetter Forst (gemeindefreies Gebiet) | Kompassrose, die auf Nachbargemeinden zeigt | Dietfurt an der Altmühl |
| Kinding Kipfenberg                        | Denkendorf                                  | Altmannstein            |

## Geschichte
Im Jahr 1007 wurde der Ort als „Bilingriez“ erstmals urkundlich erwähnt, als König Heinrich II. den Ort an das Bistum Bamberg schenkte. Nicht eindeutig belegbar wurde Beilngries, wahrscheinlich um 1016, dann dem Bistum Eichstätt übereignet. Die Kirche von Beilngries wurde 1138 bei der Einweihung von Plankstetten dem Benediktinerkloster unterstellt. Der zum Bistum Eichstätt gehörende Ort erhielt auf Veranlassung des Bischofs Gebhard I. und späteren Papstes Viktor II. 1053 von König Heinrich III. Markt- und Zollrecht. Um 1300 wurde der Bau der Kirche St. Walburga vollendet, die Stadt erhielt im Spätmittelalter eine Befestigung mit Mauer und Graben, die im Bauernkrieg die Zerstörung der Stadt verhinderten.
Während der Hexenverfolgung im Hochstift Eichstätt wurden mindestens zwei Frauen aus Beilngries als vermeintliche Hexen angeklagt und 1623 bzw. 1625 zum Tode verurteilt.
Im Jahre 1633 ergab sich die Stadt kampflos den Truppen Bernhards von Weimar. Im Jahre 1802 dankte der letzte Eichstätter Fürstbischof ab und Beilngries wurde von bayerischen Truppen besetzt. Unter bayerischer Verwaltung wurde Beilngries Sitz eines Landgerichts, aus dem nach 1862 das Bezirksamt, 1939 der Landkreis Beilngries hervorging.
Der 1835 bis 1846 erbaute Ludwig-Donau-Main-Kanal führte durch Beilngries und es gab dort eine Ladestelle (Anlände) für den Güterumschlag. Diese diente hauptsächlich für den Holz- und Viehhandel. 1950 wurde der Ludwigskanal wieder aufgelassen. Die Lände und die dortigen Bauten sind ebenso wie die Schleuse 22 als Baudenkmale erhalten geblieben, liegen heute jedoch trocken.
Verbunden mit der Geschichte der Stadt sind auch die dort lebenden Familien. Keine der gegenwärtigen Familien kann ihr Bestehen in Beilngries im Mannesstamm über die Schwelle des Jahres 1600 zurückführen. Aus der Güterbeschreibung von 1644 haben sich nur noch die Namen Walthierer und Schattenhofer erhalten, sieht man von häufigeren Namen wie bspw. Müller oder Schneider ab. Die Familie der Walthierer darf man als die älteste in Beilngries bezeichnen. Sie ist mit Lienhard Walthierer 1561 in Pfraundorf nachzuweisen.

### Eingemeindungen
Im Zuge der Gebietsreform in Bayern wurden am 1. Januar 1972 die Gemeinden Amtmannsdorf, Aschbuch, Eglofsdorf, Hirschberg, Kevenhüll, Litterzhofen, Oberndorf, Paulushofen und Wiesenhofen eingemeindet. Irfersdorf und Wolfsbuch kamen am 1. Juli 1972 hinzu. Biberbach, Grampersdorf und Kottingwörth folgten am 1. Mai 1978.

### Einwohnerentwicklung
Zwischen 1988 und 2018 wuchs die Stadt von 7152 auf 9768 um 2616 Einwohner bzw. um 36,6 %.

## Politik

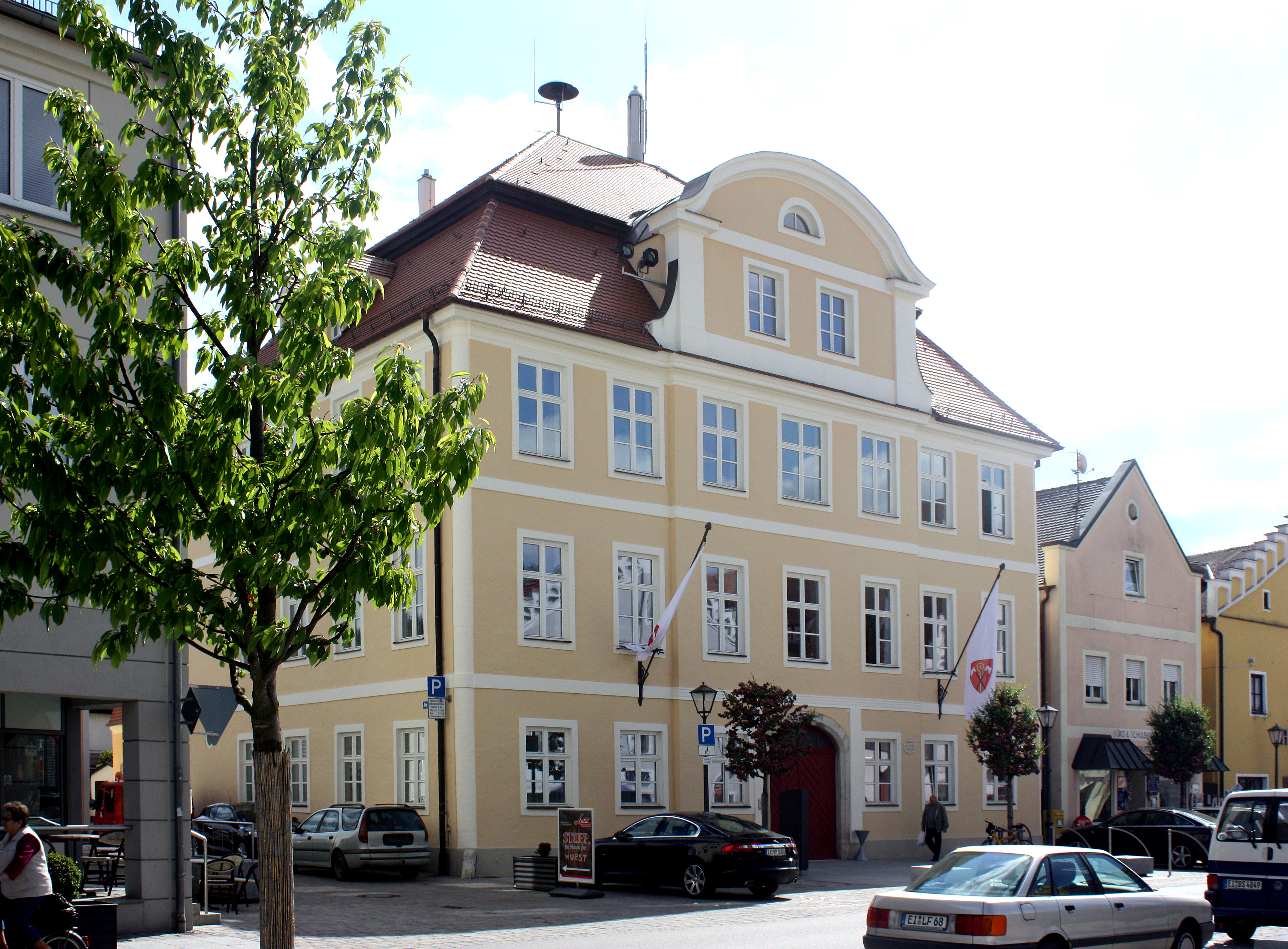
Rathaus Beilngries

### Stadtrat
Der Stadtrat setzt sich aus 20 Mitgliedern zusammen.
- Bei der Kommunalwahl am 16. März 2014 ergab sich folgende Sitzverteilung:

| Liste: | CSU | SPD | BL/PB* | Gesamt   |
| ------ | --- | --- | ------ | -------- |
| Sitze: | 11  | 2** | 7      | 20 Sitze |
* Bürgerliste / Parteifreier Block
** Stand Mai 2015: CSU: 11 Sitze; SPD: 1 Sitz; BL/PB: 7 Sitze, parteilos: 1 Sitz
- Bei der Wahl am 15. März 2020 ergab sich die gleiche Zusammensetzung des Stadtrates wie bei der Wahl vom 16. März 2014:
  - CSU 11 Seite
  - SPD 2 Sitze
  - Bürgerliste-Parteiloser Block/Freie Wähler 7 Sitze

### Bürgermeister
- ab Mai 2020: Helmut Schloderer (Bürgerliste-Parteiloser Block/Freie Wähler)
- Mai 2014–April 2020: Alexander Anetsberger (CSU); ab Mai 2020 Landrat des Landkreises Eichstätt
- 2008–April 2014: Brigitte Frauenknecht (Freie Wähler)
- 1994–2008: Franz Xaver Uhl (CSU), dieser war von 2008 bis zu seinem Tod (2011) Landrat des Landkreises Weißenburg-Gunzenhausen.
- 1978–1994: Willy Muschaweck (CSU)
- 1966–1978: Max Walthierer (parteilos), Träger des Ehrenrings der Stadt Beilngries

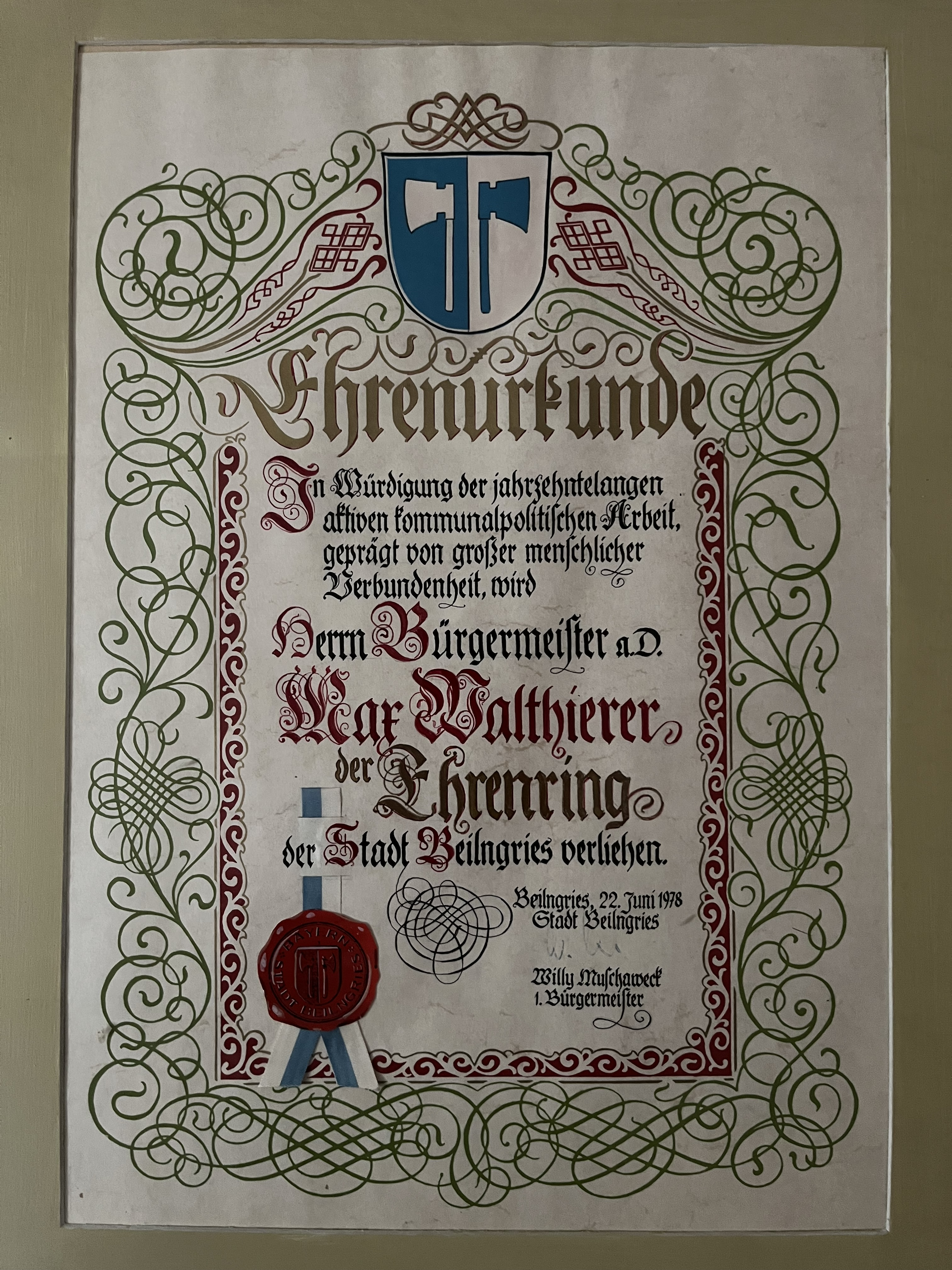
Urkunde der Verleihung des Ehrenrings der Stadt Beilngries an Bürgermeister a. D. Max Walthierer vom 22. Juni 1978

### Wappen

#### Wappenbeschreibung
Bis 2006:  Gespalten von Blau und Silber. Vorne und hinten je ein aufrechtes, abgewandtes Beil in verwechselten Farben.
Seit 2007:  In Rot zwei schräg gekreuzte und abgewendete silberne Beile mit schwarzem Stiel, dahinter ein senkrechter, wachsender goldener Bischofsstab.

#### Wappenannahme
Das Wappen wurde der Stadt durch Entschließung des Bayerischen Ministeriums des Königlichen Hauses und des Äußeren vom 18. März 1819 verliehen. Vorher führte Beilngries ein Wappen mit zwei schräggekreuzten Beilen, dahinter ein senkrechter Bischofsstab. Der älteste Abdruck dieses Stadtsiegels stammt vom Jahre 1406. Die Benutzung eines eigenen Siegels ist allerdings schon 1378 bezeugt. Im Jahre 2007 wurde aus Marketinggründen wieder das ursprüngliche Wappen eingeführt:

#### Wappenbegründung
Das Stadtwappen ist ein redendes Wappen, weil die Beile im Wappen auf den ersten Wortbestandteil von Beilngries anspielen. In Wirklichkeit dürfte allerdings „Bilingriez“, das 1007 in Zusammenhang mit der Güterausstattung des neu geschaffenen Bistums Bamberg erstmals erwähnt wurde, von Gries (= sandiges Schwemmgeröll) des Bilo herzuleiten sein. Durch Tausch gelangte Beilngries wohl 1016 an die Bischöfe von Eichstätt, die schon 1053 von Kaiser Heinrich III. Markt- und Zollrechte erwirkten. Der Bischofsstab im ursprünglichen Wappen erinnerte an die fürstbischöfliche Herrschaft, nach deren Ende (1803) er 1819 im Stadtwappen weggelassen wurde. Nach der Auflösung des Landkreises Beilngries und die Eingliederung der Stadt in den Landkreis Eichstätt im Rahmen der Gebietsreform in Bayern 1972 wurde der Bischofsstab mit der Neueinführung des ursprünglichen Wappens 2007 wieder im Wappen ergänzt.

### Städtepartnerschaften
Städtepartnerschaften bestehen mit
- Biberbach (Niederösterreich) seit dem 6. September 1980,
- Garda (Venetien) seit dem 28. November 2003,
- Mayrhofen (Tirol) und
- Burgeis (Südtirol) seit 2008.

Eine weitere partnerschaftliche Beziehung gibt es zum Grafengeschlecht der
- Khevenhüller in Österreich.
- Seit dem 18. Juni 1994 ist Beilngries Partner des Naturparks Sierra de María-Los Vélez in Spanien.

## Wirtschaft und Infrastruktur
Die Bayerische Raiffeisen-Beteiligungs-Aktiengesellschaft hat ihren Sitz in der Stadt.
In Beilngries gibt es einen Flugplatz und am Main-Donau-Kanal einen Yachthafen.
Eisenbahn
Von 1888 bis 1987 war Beilngries im Personenverkehr auf der Bahnstrecke Neumarkt–Beilngries (–Dietfurt bis 1967) erreichbar. 1929 bis 1957 bestand über die normalspurige Bahnstrecke Eichstätt–Beilngries ein Anschluss durch das Tal der Altmühl bis nach Kinding in Richtung Eichstätt. Bis 1988 bestand noch der im Güterverkehr bediente eigene Bahnhof. Im Juli 2020 wurde die Bahnstrecke im Positionspapier des VDV als zu reaktivierende Bahnstrecke neu aufgenommen. Außerdem wurde ein Streckenneubau und Anschluss an die Bahnstrecke Nürnberg-Ingolstadt angedeutet.

## Kultur und Sehenswürdigkeiten
Eine Sehenswürdigkeit im Stadtgebiet befindet sich im Gemeindeteil Kottingwörth: In einer Kapelle im Turmuntergeschoss der Kirche St. Vitus ist ein hervorragender Zyklus mittelalterlicher Wandmalereien erhalten. Dargestellt sind unter anderem das Jüngste Gericht sowie verschiedene Heiligenlegenden.
Auf einer Anhöhe oberhalb der Stadt Beilngries liegt das Schloss Hirschberg. Es wurde im 20. Jahrhundert zum Bistumshaus umgestaltet, unter anderem durch Erweiterungsbauten wie eine von Alexander von Branca entworfene Kapelle. Karljosef Schattner errichtete von 1987 bis 1992 den Neubau.

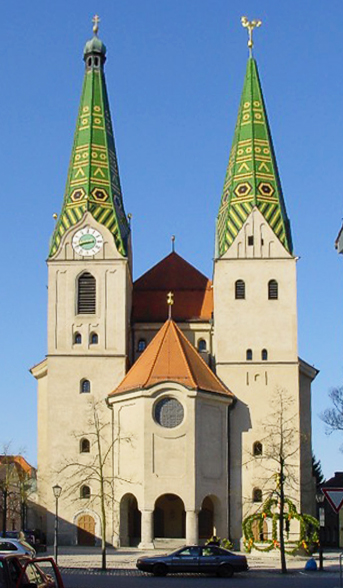
Kirche St. Walburga

In Beilngries befindet sich die neubarocke katholische Stadtpfarrkirche St. Walburga, die nach Abriss der Vorgängerkirche in den Jahren 1912 bis 1913 nach Plänen des Münchener Architekten Wilhelm Spannagel neu erbaut wurde.
Der nördliche Turm ist mittelalterlich und wurde im 16. Jahrhundert erhöht. Die beiden 50 Meter hohen Türme sind mit buntglasierten Ziegeln gedeckt. In den Seitenwänden befinden sich große Radfenster. Die Vorhalle verfügt über Arkaden. In der Kirche steht eine Bittner-Orgel von 1913.
Die Frauenkirche wurde im Jahr 1683 errichtet. 1753 wurde sie durch einen Neubau von Mauritio Pedetti erheblich vergrößert.
Die ehemalige Franziskaner-Klosterkirche St. Trinitas wurde von 1725 bis 1736 erbaut. Im Hof des Franziskanerklosters befindet sich der Eingang des Spielzeugmuseums Beilngries.
Die gotische katholische Gottesackerkirche St. Lucia (Bühlkirche) war ursprünglich eine von 1469 bis 1576 erbaute Pfarrkirche, die im Jahr 1740 barockisiert wurde. Seit 1995 ist sie wieder mit einem neugotischen Hauptaltar ausgestattet.
Die katholische Kapelle St. Johann befindet sich auf dem Friedhof der Stadt. Sie wurde 1496 erbaut und birgt ein Gedächtnisbuch für die Gefallenen und Vermissten der Stadt.
Die Herrgottswieskapelle in der Kelheimer Straße ist mit einem neuen Passionsbild Heiland an der Geißelsäule und einem Spruchband auf Blechtafeln aus dem 18. Jahrhundert ausgestattet. Einst war diese Kirche eine Station der barocken Beilngrieser Karfreitagsprozession. Eine Original-Plastik von Jesus an der Geißelsäule steht jetzt in der Frauenkirche.
Am Sportgelände der Stadt steht die Kapelle Seefigur von etwa 1700, die ein neues Maria-Himmelfahrt-Bild besitzt.
Von der Wehranlage ist eine Ringmauer um den Ort aus dem Mittelalter erhalten. Außerdem bestehen noch zwei viereckige Türme und ein runder Turm.
Mehrere Häuser an der Hauptstraße haben sehenswerte Fassaden und Treppengiebel, beispielsweise das Kaiserbeckhaus. Neben Häusern mit den typischen flach geneigten Kalkplattendächern des Altmühl-Jurahauses finden sich im Zentrum auch Gebäude mit steileren Dächern und Fachwerkhäuser, wie sie häufig in Franken vorkommen.
Das Beilngrieser Rathaus wurde in den Jahren 1740 bis 1742 nach Plänen von Gabriel de Gabrieli erbaut.
Der Flugplatz Beilngries beherbergt auch einige historische Flugzeuge.

### Sehenswürdigkeiten in den Gemeindeteilen
- In Kevenhüll die Pfarrkirche St. Ulrich

### Vereine und Sport
In Beilngries mit seinen Gemeindeteilen gibt es über 100 Vereine, Verbände und Institutionen, die z. T. auch überregional vernetzt sind. So besteht im Gemeindeteil Paulushofen ein Swingolfverein, der bereits viermal Gastgeber von Deutschen Meisterschaften und zweimal von Europameisterschaften war.

## Bildung
In der Stadt sind eine Grundschule und eine Förderschule vorhanden. Als weiterführende Schulen stehen eine Mittelschule, die Altmühltal-Realschule und das Gymnasium Beilngries zur Verfügung. Es gibt ferner eine Volkshochschule, die Akademie Bayerischer Genossenschaften und das Bistumshaus Schloss Hirschberg.

## Medien
Für Beilngries ist ein Sender mit der Frequenz 105,4 MHz koordiniert. Ausgestrahlt wird Radio IN aus Ingolstadt.
Zudem gibt es eine Lokalausgabe der Tageszeitung Donaukurier (B-Ausgabe für Beilngries und Riedenburg) aus Ingolstadt. Die Mittelbayerische Zeitung hat in Beilngries ein kleines Korrespondenzbüro, das redaktionell mit dem Neumarkter Tagblatt, der Lokalzeitung für den Landkreis Neumarkt in der Oberpfalz, zusammenarbeitet. Das rührt noch aus der Zeit her, als Beilngries zur Oberpfalz gehörte.

## Persönlichkeiten

### Ehrenbürger
- Michael Koller (* 3. September 1809 in Lam; † 18. Oktober 1861 in Augsburg), Landgerichtsarzt, Landtagsabgeordneter
- Hans Weckler (* 8. April 1864 in Nördlingen; † 13. März 1955 in Beilngries), Bezirksamtsassessor, Gründer des Verschönerungsvereins
- Theodor Thenn (* 28. Januar 1842 in Augsburg; † 4. November 1919 in Beilngries), Medizinalrat, Heimatforscher
- Traugott Erich-Maria Buchner (* 3. März 1850 in Lauingen; † 30. April 1922), Lehrer, Chorleiter
- Max Prinstner (* 15. Oktober 1864 in Beilngries; † 28. Januar 1942 in Beilngries), Kommerzienrat, Unternehmer
- Heinrich Prinstner (* 25. März 1857 in Beilngries; † 17. Februar 1923 in Beilngries), Kommerzienrat, Unternehmer
- Georg Hafner (* 10. Februar 1859 in Rohr; † 18. Juli 1935 in Beilngries), Stadtpfarrer
- Ernst Schmidtlein (* 26. Februar 1871 in Ansbach; † 4. Dezember 1942 in Beilngries), Obermedizinalrat
- Wilhelm Rose (* 17. Juli 1892 in München; † 25. Januar 1965 in Beilngries), Unternehmer
- Johann Nepomuk Schneider (* 31. Januar 1889 in Beilngries; † 22. September 1960 in Beilngries), Sparkassenleiter
- Josef Pilland (* 7. November 1881 in Eichstätt; † 3. November 1959 in Beilngries), Stadtpfarrer
- Anton Brems (* 20. Juli 1903 in Ziegelhof/Eichstätt; † 10. August 1984 in Berching), Stadtpfarrer
- Hans Schöpf (* 20. April 1907 in Regensburg; † 5. November 1976 in Beilngries), Schulleiter, Heimatpfleger
- Siona Lantenhammer (* 11. Februar 1909 in Aspertsham; † 1989 in Beilngries), Oberin des Krankenhauses
- Michael Harrer (* 3. Juli 1931 in Solar/Hilpoltstein; † 17. Dezember 2022 in Abenberg), Stadtpfarrer[19]
- Alois Ludwig Vieracker, Schulleiter, Träger des Verdienstkreuzes der Bundesrepublik Deutschland am Bande[20]

### Söhne und Töchter der Stadt
- Johann Baptist Mayr (1681–1757), Prälat des Klosters Rebdorf
- Johann Jakob Freistädtler (1723–1787), Stadtpfarr-Chorregent und „Totensänger“ zu St. Sebastian in Salzburg
- Franz Anton Mayer (1773–1854), Priester, Altertums- und Heimatforscher, Autor
- Friedrich Greiner (1883–1959), Jurist, Bezirksamtsvorstand in Sulzbach und Leiter der Kriminalpolizei in Nürnberg-Fürth
- Rosa Aschenbrenner (1885–1967), sozialistische Politikerin, Mitglied des bayerischen Landtages 1921–1932 und 1946–1948
- Karl Harrer (1890–1926), Sportjournalist sowie Gründungsmitglied und Parteivorsitzender der Deutschen Arbeiterpartei
- Max Walthierer (1912–1994), Bürgermeister, Träger des Ehrenrings der Stadt Beilngries
- Armin Eck (1914–1984), deutscher Brigadegeneral a. D. und Leiter des Militärischen Abschirmdienstes (MAD) von 1967 bis 1972
- Michael Schattenhofer (1915–1992), Historiker, Leiter des Stadtarchivs München
- Otto Goppel (1928–1973), Bildhauer
- Bernhard Gmehling (* 1959), Oberbürgermeister von Neuburg an der Donau
- Hans Mendl (* 1960), Kath. Theologe, Religionspädagoge (Universität Passau)
- Renate Liebold (* 1962), Soziologin (Universität Erlangen)
- Monika Bittl (1963–2022), Roman-, Dreh- und Sachbuchautorin
- Alfred Grob (* 1965), Polizist und Politiker, Mitglied des bayerischen Landtags